# William Anderson (Leichtathlet)
William Anderson (William Davidson Anderson; * 14. April 1878 in Irland; † 26. April 1915 in Boulogne-sur-Mer) war ein britischer Sprinter und Mittelstreckenläufer.
Bei den Olympischen Zwischenspielen 1906 in Athen wurde er Siebter über 400 m und schied über 800 m im Vorlauf aus.